# Dmitry Popko
Dmitry Popko, né le 24 octobre 1996 à Saint-Petersbourg, est un joueur de tennis russe naturalisé kazakh, professionnel depuis 2013.

## Carrière
Membre de l'équipe du Kazakhstan de Coupe Davis depuis 2015, il joue et remporte son premier match en 2017 contre le Chinois Zhang Ze. En barrages, il perd un match contre Diego Schwartzman (6-4, 6-2, 6-2). Pour ses débuts dans le groupe mondial en 2018, il élimine Henri Laaksonen en 4 sets (6-2, 7-67, 3-6, 7-5), permettant à son équipe de se qualifier pour les quarts de finale.
Il a remporté 11 tournois sur le circuit Future entre 2015 et 2017. Désormais plus actif sur le circuit Challenger, il a atteint les demi-finales à Astana en 2015 et Burnie et Karchi en 2017.

## Parcours dans les tournois duGrand Chelem

### En simple
N'a jamais participé à un tableau final.

## Classements ATP en fin de saison
| Année          | 2012 | 2013 | 2014 | 2015 | 2016 | 2017 |
| Rang en simple | 1337 | 1194 | 682  | 255  | 227  | 226  |
| Rang en double | -    | 1354 | 770  | 705  | 333  | 512  |

Source : (en) Classements de Dmitry Popko sur le site officiel de la Fédération internationale de tennis